# Ligue des champions masculine de l'EHF
Cet article porte sur la compétition européenne masculine. Pour les autres compétitions homonymes, voir Ligue des champions de handball (homonymie) .
La Ligue des champions masculine de l'EHF est la plus importante Coupe d'Europe masculine de handball, organisée par la Fédération européenne de handball (EHF). Le club espagnol du FC Barcelone est le plus titré avec douze victoires entre 1991 et 2024, dernière édition en date.
Apparue à l'initiative de la Fédération française de handball lors de la saison 1956-1957, la Coupe des clubs champions regroupait alors uniquement les clubs ayant terminé premier de leur championnat respectif et était disputée sous forme de compétition à élimination directe.
Depuis 1993, la Ligue des champions intègre une ou plusieurs phases de poules, au gré des formules mises en place au cours de son histoire. Puis, en lien avec la création d'un classement fondé sur les résultats des fédérations lors des trois saisons précédentes (Coefficient EHF) depuis l'édition 2003-2004, la compétition ne regroupe plus tous les clubs champions de leur pays mais les meilleurs clubs des plus grands championnats européens qui ont ainsi eu jusqu'à quatre clubs qualifiés pour une même compétition.

## Histoire

### 1957-1990: l'Est et les Allemands au pouvoir
À l'occasion de son sixième congrès du 31 aout au 2 septembre 1956 à Stockholm, la Fédération internationale de handball (IHF) a approuvé que la Fédération française de handball (FFHB) organise une compétition de clubs européens, suivant une proposition du magazine L'Équipe et de Charles Petit-Montgobert, président de la FFHB et premier vice-président de l'IHF. C'est ainsi pour cette raison que la finale de la compétition se joue en France jusqu'en 1966. À compter de 1967, la Fédération ouest-allemande a pris la relève.
Après une première Coupe d'Europe intervilles disputée lors de la saison 1956-1957, la Coupe des clubs champions devient à partir de 1958 la compétition opposant les meilleurs clubs européens de handball.
Si les premières éditions voient l'émergence de clubs scandinaves ou allemands, ce sont ensuite les clubs du bloc de l'Est qui dominent la compétition, comme lors des Championnats du monde : Tchécoslovaquie (HC Dukla Prague) , Roumanie (Steaua et Dinamo Bucarest), Allemagne de l'Est (SC DHfK Leipzig, ASKV Francfort/Oder, SC Magdebourg) puis, à partir des années 1970, URSS (MAI Moscou, SKA Minsk, CSKA Moscou) et Yougoslavie (Partizan Bjelovar, RK Borac Banja Luka, Metaloplastika Šabac). Seuls les clubs ouest-allemands du VfL Gummersbach (5 fois) et du TV Großwallstadt (2 fois) parviennent à contrecarrer cette domination des clubs de l'Est. Épisodiquement, d'autres clubs de l'Europe de l'Ouest parviennent à atteindre la finale (les Danois du KFUM Fredericia en 1976, les Islandais du Valur Reykjavík en 1980, les Suisses de St-Otmar St-Gall en 1983 ou les Espagnols de l'Atlético Madrid en 1986) mais sans parvenir à s'imposer. Toutefois, si le FC Barcelone est lui aussi battu en finale par les Soviétiques du SKA Minsk en 1990, cette défaite augure la fin de plus de 30 ans de règne sans partage de l'Est et de l'Allemagne sur le handball européen.

### 1990-2001: Le règne de l'Espagne et du FC Barcelone
Un an après sa défaite contre le SKA Minsk, le FC Barcelone se reprend en battant les Yougoslaves du Proleter Zrenjanin en 1991. Il faudra cependant attendre cinq ans avant de voir véritablement les Catalans écraser l'Europe. Entre-temps, le RK Zagreb, désormais club croate, remporte les deux dernières éditions de la Coupe des clubs champions en 1992 et 1993.
En 1992, la nouvellement créée Fédération européenne de handball succède à la Fédération internationale de handball pour l'organisation de la compétition qui devient Ligue des champions. Ainsi, pour la première fois, la compétition ne se déroule plus uniquement en élimination directe mais comporte une phase de poule à l'issue de laquelle est disputée la finale. 
Pour cette première édition, le club espagnol du Teka Santander, qui avait été battu deux ans auparavant par Zagreb, s'impose en finale du seul club portugais à avoir atteint la finale de la prestigieuse compétition, l'ABC Braga. Un autre club espagnol, le CD Bidasoa Irún, lui succède en 1995, avant de s'incliner l'année suivante face au FC Barcelone, qui va également rafler les quatre titres suivants en battant notamment le RK Zagreb en finale trois années d'affilée (1997, 1998 et 1999), puis le THW Kiel dont c'est la première finale en 2000. Enfin, c'est le PSA Pampelune, pour sa première finale de Ligue des champions en 2001, qui va réaliser l'exploit de battre pour la première fois depuis six ans les Catalans en finale.

### 2002-2004: Période de transition
En 2002, le SC Magdebourg devient le premier club allemand depuis 19 ans et le sacre du VfL Gummersbach à remporter la compétition (23 à 21 puis 30 à 25). En 2003, c'est au tour du Montpellier Handball de remporter la première Ligue des Champions d'un club français en s'imposant devant le PSA Pampelune, vainqueur deux ans plus tôt, grâce à une large victoire 31 à 19 lors de la finale retour, comblant ainsi le retard de 8 buts accumulé lors de la finale aller (19 à 27). Enfin, en 2004, le club slovène du RK Celje ajoute son nom au palmarès également pour la première fois de son histoire (34 à 28 puis 30 à 28).

### 2005-2012: FC Barcelone, Kiel et Ciudad Real au pouvoir
À noter que cette édition 2003-2004 marque un changement important dans l'organisation de la compétition puisque la compétition ne regroupe plus uniquement les clubs champions de leur pays (ainsi que le tenant du titre) mais les meilleurs clubs des plus grands championnats européens qui ont ainsi eu jusqu'à quatre clubs qualifiés pour une même compétition.
Et ainsi, lors des huit saisons entre 2005 et 2012, on assiste à une écrasante domination sans partage de trois clubs : le BM Ciudad Real (six finales dont trois titres), le THW Kiel (cinq finales dont trois titres) et le FC Barcelone (trois finales dont deux titres). Seuls le PSA Pampelune, battu en 2006 par Ciudad Real, et le SG Flensburg-Handewitt, battu l'année suivante par Kiel, parviennent à s'immiscer en finale.
À titre d'exemples, en 2008, le THW Kiel pense pouvoir conserver son titre en allant s'imposer lors de la finale aller à Ciudad Real, mais le club espagnol parvient à s'imposer 31 à 25 lors de la finale retour à Kiel et remporte son deuxième titre dans la compétition. Les deux clubs se retrouvent en finale la saison suivante : vainqueur de cinq buts à l'aller et menant de quatre buts à la 38e minute au retour, le THW Kiel croit en sa revanche. Mais Kiel en vient à jouer contre nature pour garder son avance et Ciudad Real refait peu à peu son retard pour s'imposer finalement 33 à 27.
Cette finale est la dernière à format aller-retour puisque à compter de 2010 apparaît le format Final Four, qui prend ses quartiers à la Lanxess Arena de Cologne. Ce nouveau format ne change pas la hiérarchie puisque Kiel prend sa revanche sur le FC Barcelone de deux buts, dix ans après sa défaite contre les Catalans sur le même écart. Ces derniers se rattrapent l'année suivante en disposant de Ciudad Real. Enfin en 2012, le BM Ciudad Real, devenu BM Atlético de Madrid s'incline de nouveau face au THW Kiel, qui prend ainsi sa revanche sur les finales de 2008 et 2009.

### Depuis 2012: Le Barça, les outsiders et les problèmes économiques

Logo jusqu'en 2020

Les saisons suivantes, un scénario identique se produit lors de la Finale à quatre. En effet, les deux principaux favoris que sont le THW Kiel et le FC Barcelone sont tour à tour battus par un second club allemand qui crée la surprise, le HSV Hambourg en 2013 puis le SG Flensburg-Handewitt en 2014. Ainsi, emmené par leur demi-centre croate Domagoj Duvnjak qui sera ensuite élu meilleur handballeur de l'année 2013, Hambourg domine Kiel, tenant du titre, 39 à 33 en demi-finale puis Barcelone 30 à 29 après prolongation. La saison suivante, Flensbourg doit passer par les tirs au but pour se défaire du FC Barcelone (36-36, 5-3tab) puis écarte Kiel 30 à 28.
Parallèlement, la crise économique touche de nombreux clubs européens au point que certains doivent renoncer à leur participation (Medvedi Tchekhov en 2013-14, HSV Hambourg, qui, un an après son titre européen, doit faire face à des problèmes économiques) et d'autres n'ont d'autre choix que de disparaître (BM Atlético de Madrid, AG Copenhague, RK Cimos Koper). Ainsi, pour la saison 2014/2015, l'EHF révise la formule des compétitions de clubs qu'elle organise parmi laquelle la Ligue des champions : une partie des clubs amenés à participer à la compétition sont ainsi désignés après examen de dossiers portant notamment sur la santé financière des clubs, les droits TV, l'affluence, l'historique du club en coupe d'Europe, etc. Puis pour la saison 2014/2015, l'EHF compte mettre en place une nouvelle formule avec deux niveaux de compétitions.
Si l’édition 2014-2015 est marquée par la 9e victoire du FC Barcelone face au club hongrois du Veszprém KSE (28-23), les deux éditions suivantes sont remportées par des clubs qui n'avaient jamais inscrit leur nom au palmarès de la compétition. En 2016, le club polonais du KS Kielce s’impose aux jets de 7 mètres du Veszprém KSE au terme d’un fort retournement de situation (Kielce était mené de 9 buts à 15 minutes de la fin du match). Puis en 2017, c’est le club macédonien du Vardar Skopje qui remporte la compétition pour sa première participation à la Finale à quatre en s’imposant en finale face au Paris Saint-Germain sur un but marqué à la dernière seconde du temps réglementaire (24-23).
En 2018, pour la première fois depuis la création de la Finale à quatre, un même pays, la France, parvient à placer trois clubs aux trois premières places. Toutefois, comme lors des précédentes finales à quatre, ce n'est pas le favori, le Paris Saint-Germain, qui s'impose, mais le Montpellier Handball, issu des poules basses et vainqueur en finale du Handball Club de Nantes dont il s'agit que de la deuxième participation à la compétition. Comme en 2013, le tenant du titre, le Vardar Skopje, termine à la quatrième place, battu par le Paris Saint-Germain.
L'édition 2019-2020 est marquée par la suspension de la compétition en mars, en raison de la pandémie de maladie à coronavirus. Le 16 avril 2020, l'EHF annonce que le Final Four, initialement prévu à l'origine les 30 et 31 mai, puis reporté aux 22 et 23 août, est finalement reprogrammé aux 28 et 29 décembre. Le THW Kiel finit par remporter le titre face au FC Barcelone.
Six mois plus tard, le Barça s'impose nettement dans l'édition 2020-2021 puis remporte son onzième titre dans la compétition en 2022, même s'il a dû cette fois passer par une séance de jets de 7 mètres pour écarter le KS Kielce. La saison suivante, le SC Magdebourg, qui n'avait plus évolué en Ligue des champions depuis 2005, fait un retour tonitruant en parvenant à décrocher son deuxième titre vingt-et-un ans après le premier en écartant aux jets de 7 mètres le FC Barcelone en demi-finale puis en battant 30 à 29 après prolongation le KS Kielce en finale. En 2024, si la finale oppose comme trois ans plus tôt le Barça et l'Aalborg Håndbold, les Danois ont cette fois vendu chèrement leur peau et ne s'inclinent que d'un petit but.

## Règlement

### Formule
La Coupe des clubs champions s'est jouée sur un format classique de tournoi à élimination directe, la finale étant disputée en un match unique sur un lieu unique jusqu'en 1978. Chaque fédération n'est alors représentée que par le club qui a remporté le championnat national la saison précédente.
Depuis 1993, la Ligue des champions intègre une ou plusieurs phases de poules, au gré des formules mises en place au cours de son histoire. Puis, en lien avec la création d'un classement fondé sur les résultats des fédérations lors des trois saisons précédentes (Coefficient EHF) depuis l'édition 2003-2004, la compétition ne regroupe plus tous les clubs champions de leur pays mais les meilleurs clubs des plus grands championnats européens qui ont ainsi eu jusqu'à quatre clubs qualifiés pour une même compétition.
Le format actuel a été introduit depuis 2020 par le comité exécutif de l'EHF et est composé des étapes suivantes :
1. Phase de groupe : Seize équipes sont qualifiées pour cette phase, avec une limite de deux clubs par pays. Deux groupes de huit sont formés avec, lors du tirage au sort, une protection nationale, ce qui implique que les deux clubs représentant le même pays ne peuvent pas figurer dans le même groupe. Les huit équipes s'affrontent en matchs aller-retour, pour un total de quatorze journées. Deux points sont attribués pour une victoire, un point pour un match nul et zéro pour une défaite. À l'issue de la dernière journée, les deux premiers de chaque groupe sont directement qualifiés pour les quarts de finale, tandis que les deux derniers de chaque groupe sont directement éliminés.
2. Barrages : Les équipes classées de troisième à sixième de chaque poule se rencontrent en match aller-retour. Le troisième du groupe A affronte le sixième du groupe B, le quatrième du groupe A affronte le cinquième du groupe B, etc. Les équipes les mieux classées reçoivent au match retour.
3. Quarts de finale : les quatre équipes vainqueurs des barrages rejoignent en quarts de finale les quatre équipes directement qualifiées via la phase de poules. Les équipes classées premières et deuxièmes reçoivent au match retour.
4. Final Four : instauré lors de la saison 2009-2010, ce mini-tournoi final se déroule sur deux jours en un lieu unique et comprend quatre matchs. Les demi-finales se jouent le premier jour, la finale et le match pour la troisième place le second.

### Qualifications
Conformément au coefficient EHF et aux classements obtenus dans leurs championnats respectifs, neuf champions nationaux ainsi qu'une équipe issue du meilleur championnat sur les trois saisons de Ligue européenne précédentes sont qualifiées. Par ailleurs, chaque fédération a la possibilité de déposer un dossier au près de l'EHF pour obtenir une Wild-Card pour l'un de ses clubs déjà qualifié en Ligue européenne. Six clubs sont ainsi sélectionnés chaque année.
L'évolution du classement au cours des saisons pour les principaux championnats (ayant été au moins une fois dans les 10 premiers) est :
| Championnat | 02 | 03 | 04 | 05 | 06 | 07 | 08 | 09 | 10 | 11 | 12 | 13 | 14 | 15 | 16 | 17 | 18 | 19 | 20 | 21 | 22 | 23    |
| ----------- | -- | -- | -- | -- | -- | -- | -- | -- | -- | -- | -- | -- | -- | -- | -- | -- | -- | -- | -- | -- | -- | ----- |
| Espagne     | 2  | 1  | 1  | 1  | 1  | 1  | 2  | 2  | 2  | 2  | 2  | 2  | 2  | 2  | 3  | 2  | 3  | 5  | 3  | 2  | 1  | 1     |
| Allemagne   | 1  | 2  | 2  | 2  | 2  | 2  | 1  | 1  | 1  | 1  | 1  | 1  | 1  | 1  | 1  | 1  | 2  | 2  | 1  | 1  | 2  | 2     |
| Pologne     | 13 | 14 | 13 | 15 | 14 | 15 | 12 | 14 | 16 | 16 | 14 | 11 | 7  | 6  | 5  | 5  | 5  | 6  | 6  | 7  | 6  | 3     |
| France      | 10 | 7  | 6  | 4  | 4  | 3  | 5  | 5  | 4  | 3  | 3  | 3  | 3  | 4  | 4  | 4  | 1  | 1  | 2  | 3  | 3  | 4     |
| Danemark    | 6  | 6  | 5  | 6  | 7  | 4  | 3  | 3  | 6  | 7  | 4  | 4  | 5  | 5  | 6  | 6  | 6  | 7  | 7  | 5  | 5  | 5     |
| Hongrie     | 3  | 3  | 4  | 5  | 5  | 6  | 4  | 4  | 3  | 5  | 7  | 6  | 4  | 3  | 2  | 3  | 4  | 4  | 5  | 4  | 4  | 6     |
| Biélorussie | ?  | ?  | ?  | ?  | ?  | ?  | ?  | ?  | ?  | ?  | ?  | ?  | 10 | 14 | 15 | 12 | 9  | 10 | 11 | 12 | 11 | 7     |
| Portugal    | 9  | ?  | ?  | ?  | ?  | ?  | ?  | ?  | ?  | ?  | ?  | ?  | 14 | 13 | 10 | 9  | 8  | 9  | 8  | 8  | 7  | 8     |
| Norvège     | ?  | ?  | ?  | ?  | ?  | ?  | ?  | ?  | ?  | ?  | ?  | ?  | ?  | ?  | ?  | ?  | ?  | ?  | ?  | ?  | 12 | 9     |
| Ukraine     | ?  | ?  | ?  | ?  | ?  | ?  | ?  | ?  | ?  | ?  | ?  | ?  | ?  | ?  | ?  | ?  | ?  | ?  | ?  | ?  | 13 | 10    |
| Roumanie    | 18 | 17 | 11 | 11 | 10 | 10 | 9  | 9  | 9  | 9  | 10 | 13 | 12 | 9  | 12 | 11 | 11 | 13 | 10 | 9  | 10 | 11    |
| Slovénie    | 4  | 4  | 3  | 3  | 3  | 5  | 7  | 7  | 8  | 6  | 5  | 5  | 6  | 7  | 7  | 10 | 12 | 14 | 12 | 11 | 9  | 12    |
| Macédoine   | 12 | 13 | 15 | 16 | 17 | 14 | 17 | 13 | 15 | 12 | 13 | 10 | 8  | 8  | 8  | 7  | 7  | 3  | 4  | 6  | 8  | 13    |
| Croatie     | 5  | 5  | 8  | 8  | 8  | 8  | 10 | 10 | 10 | 10 | 9  | 9  | 13 | 11 | 9  | 8  | 10 | 8  | 9  | 10 | 14 | 14    |
| Suède       | ?  | ?  | 9  | 9  | 9  | ?  | ?  | ?  | ?  | ?  | ?  | ?  | 9  | 10 | 11 | 15 | 14 | 12 | 13 | 13 | 15 | 15-50 |
| Russie      | 14 | 9  | 7  | 7  | 6  | 7  | 6  | 6  | 5  | 4  | 6  | 7  | 15 | 12 | 16 | 17 | 18 | 17 | 18 | 16 | 16 | 15-50 |
| Suisse      | 11 | 15 | 12 | 12 | 11 | 9  | 8  | 8  | 7  | 8  | 8  | 8  | 11 | 15 | 13 | 13 | 15 | 15 | 15 | 15 | 18 | 15-50 |

### Critères de choix et de répartitions
Le choix des équipes qualifiées sur invitation puis la répartition des équipes entre les poules hautes et poules basses sont réalisés à partir d'un classement établi selon huit critères, :
- qualité de la salle (capacité, qualité du terrain, commodités pour les supporters et les médias, loges VIP...) ;
- contrats de diffusion TV des pays concernés ;
- classement dans le championnat national ;
- spectateurs (nombre, ambiance...) ;
- performances dans les compétitions européennes sur les trois années précédentes ;
- respect du cahier des charges de l'EHF ;
- utilisation des réseaux sociaux.

## Palmarès

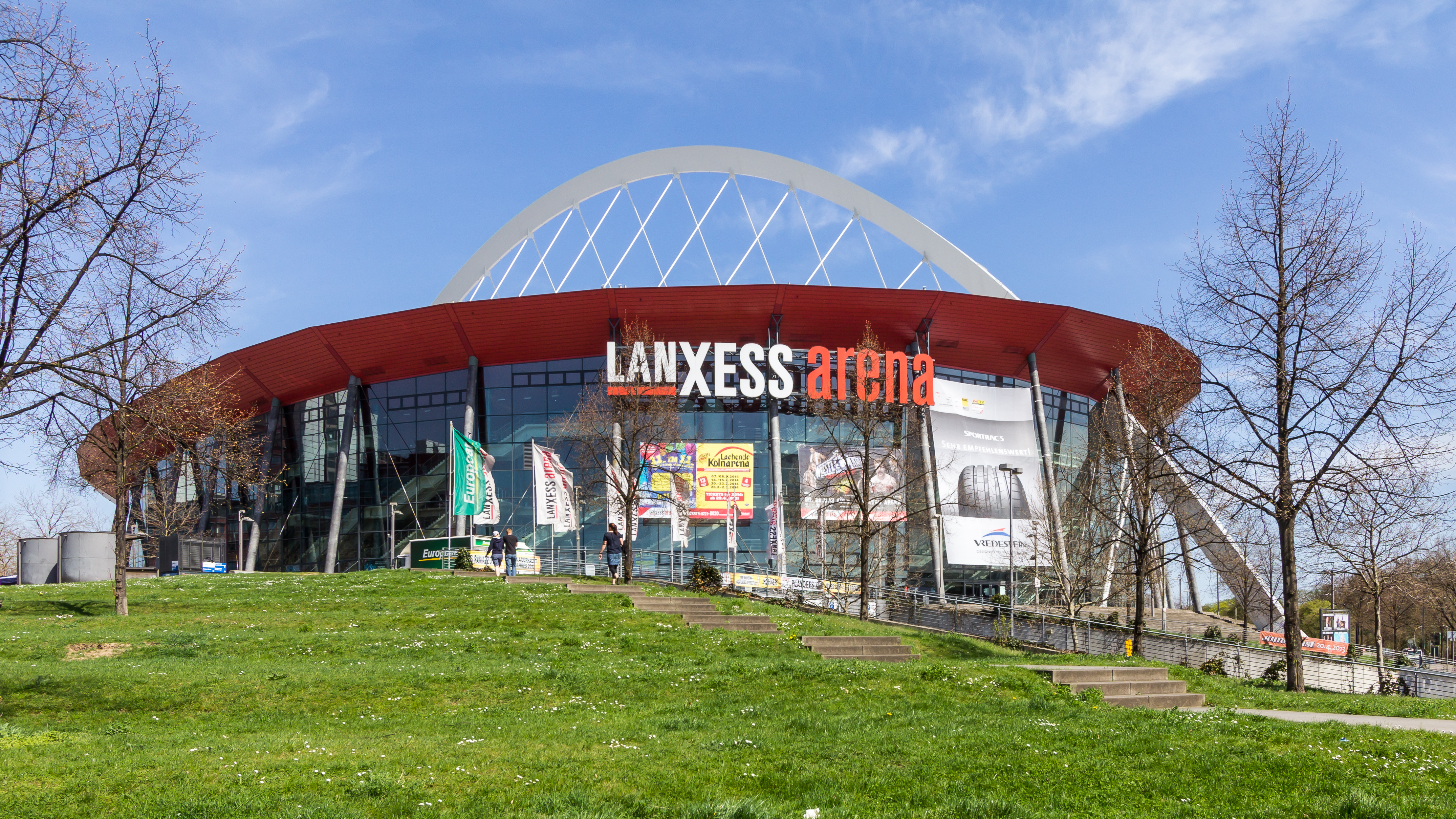
La Lanxess Arena de Cologne accueille la finale à quatre de la compétition depuis 2010

| 1956-1957 | Paris                                                                             | (Dukla) Prague (1/3)                                                              | Örebro                                                                            | 21 – 13                                                                           |                                                                                   |                                                                                   |                                                                                   |                                                                                   |                                                                                   |
| 1957-1958 | Non disputée (à cause du Championnat du monde 1958)                               | Non disputée (à cause du Championnat du monde 1958)                               | Non disputée (à cause du Championnat du monde 1958)                               | Non disputée (à cause du Championnat du monde 1958)                               | Non disputée (à cause du Championnat du monde 1958)                               | Non disputée (à cause du Championnat du monde 1958)                               | Non disputée (à cause du Championnat du monde 1958)                               | Non disputée (à cause du Championnat du monde 1958)                               | Non disputée (à cause du Championnat du monde 1958)                               |
| 1958-1959 | Paris                                                                             | Redbergslids Göteborg (1/1)                                                       | Frisch Auf Göppingen                                                              | 18 – 13                                                                           |                                                                                   |                                                                                   |                                                                                   |                                                                                   |                                                                                   |
| 1959-1960 | Paris                                                                             | Frisch Auf Göppingen (1/2)                                                        | AGF Aarhus                                                                        | 18 – 13                                                                           |                                                                                   |                                                                                   |                                                                                   |                                                                                   |                                                                                   |
| 1960-1961 | Non disputée (à cause du Championnat du monde 1961)                               | Non disputée (à cause du Championnat du monde 1961)                               | Non disputée (à cause du Championnat du monde 1961)                               | Non disputée (à cause du Championnat du monde 1961)                               | Non disputée (à cause du Championnat du monde 1961)                               | Non disputée (à cause du Championnat du monde 1961)                               | Non disputée (à cause du Championnat du monde 1961)                               | Non disputée (à cause du Championnat du monde 1961)                               | Non disputée (à cause du Championnat du monde 1961)                               |
| 1961-1962 | Paris                                                                             | Frisch Auf Göppingen (2/2)                                                        | Partizan Bjelovar                                                                 | 13 – 11                                                                           |                                                                                   |                                                                                   |                                                                                   |                                                                                   |                                                                                   |
| 1962-1963 | Paris                                                                             | HC Dukla Prague (2/3)                                                             | Dinamo Bucarest                                                                   | 15 – 13                                                                           |                                                                                   |                                                                                   |                                                                                   |                                                                                   |                                                                                   |
| 1963-1964 | Non disputée (à cause du Championnat du monde 1964)                               | Non disputée (à cause du Championnat du monde 1964)                               | Non disputée (à cause du Championnat du monde 1964)                               | Non disputée (à cause du Championnat du monde 1964)                               | Non disputée (à cause du Championnat du monde 1964)                               | Non disputée (à cause du Championnat du monde 1964)                               | Non disputée (à cause du Championnat du monde 1964)                               | Non disputée (à cause du Championnat du monde 1964)                               | Non disputée (à cause du Championnat du monde 1964)                               |
| 1964-1965 | Lyon                                                                              | Dinamo Bucarest (1/1)                                                             | Medveščak Zagreb                                                                  | 13 – 11                                                                           |                                                                                   |                                                                                   |                                                                                   |                                                                                   |                                                                                   |
| 1965-1966 | Paris                                                                             | SC DHfK Leipzig (1/1)                                                             | Budapest Honvéd                                                                   | 16 – 14                                                                           |                                                                                   |                                                                                   |                                                                                   |                                                                                   |                                                                                   |
| 1966-1967 | Dortmund                                                                          | VfL Gummersbach (1/5)                                                             | HC Dukla Prague                                                                   | 17 – 13                                                                           |                                                                                   |                                                                                   |                                                                                   |                                                                                   |                                                                                   |
| 1967-1968 | Francfort                                                                         | Steaua Bucarest (1/2)                                                             | HC Dukla Prague                                                                   | 13 – 11                                                                           |                                                                                   |                                                                                   |                                                                                   |                                                                                   |                                                                                   |
| 1968-1969 | Non disputée du fait de l'invasion de la Tchécoslovaquie par le pacte de Varsovie | Non disputée du fait de l'invasion de la Tchécoslovaquie par le pacte de Varsovie | Non disputée du fait de l'invasion de la Tchécoslovaquie par le pacte de Varsovie | Non disputée du fait de l'invasion de la Tchécoslovaquie par le pacte de Varsovie | Non disputée du fait de l'invasion de la Tchécoslovaquie par le pacte de Varsovie | Non disputée du fait de l'invasion de la Tchécoslovaquie par le pacte de Varsovie | Non disputée du fait de l'invasion de la Tchécoslovaquie par le pacte de Varsovie | Non disputée du fait de l'invasion de la Tchécoslovaquie par le pacte de Varsovie | Non disputée du fait de l'invasion de la Tchécoslovaquie par le pacte de Varsovie |
| 1969-1970 | Dortmund                                                                          | VfL Gummersbach (2/5)                                                             | Dynamo Berlin                                                                     | 14 – 11                                                                           |                                                                                   |                                                                                   |                                                                                   |                                                                                   |                                                                                   |
| 1970-1971 | Dortmund                                                                          | VfL Gummersbach (3/5)                                                             | Steaua Bucarest                                                                   | 17 – 16                                                                           |                                                                                   |                                                                                   |                                                                                   |                                                                                   |                                                                                   |
| 1971-1972 | Dortmund                                                                          | Partizan Bjelovar (1/1)                                                           | VfL Gummersbach                                                                   | 19 – 14                                                                           |                                                                                   |                                                                                   |                                                                                   |                                                                                   |                                                                                   |
| 1972-1973 | Dortmund                                                                          | MAI Moscou (1/1)                                                                  | Partizan Bjelovar                                                                 | 26 – 23                                                                           |                                                                                   |                                                                                   |                                                                                   |                                                                                   |                                                                                   |
| 1973-1974 | Dortmund                                                                          | VfL Gummersbach (4/5)                                                             | MAI Moscou                                                                        | 19 – 17                                                                           |                                                                                   |                                                                                   |                                                                                   |                                                                                   |                                                                                   |
| 1974-1975 | Dortmund                                                                          | ASKV Francfort/Oder (1/1)                                                         | Borac Banja Luka                                                                  | 19 – 17                                                                           |                                                                                   |                                                                                   |                                                                                   |                                                                                   |                                                                                   |
| 1975-1976 | Belgrade                                                                          | Borac Banja Luka (1/1)                                                            | KFUM Fredericia                                                                   | 17 – 15                                                                           |                                                                                   |                                                                                   |                                                                                   |                                                                                   |                                                                                   |
| 1976-1977 | Sindelfingen                                                                      | Steaua Bucarest (2/2)                                                             | CSKA Moscou                                                                       | 21 – 20                                                                           |                                                                                   |                                                                                   |                                                                                   |                                                                                   |                                                                                   |
| 1977-1978 | Magdebourg                                                                        | SC Magdebourg (1/5)                                                               | WKS Śląsk Wrocław                                                                 | 28 – 22                                                                           |                                                                                   |                                                                                   |                                                                                   |                                                                                   |                                                                                   |
| 1978-1979 | -                                                                                 | TV Großwallstadt (1/2)                                                            | SC Empor Rostock                                                                  | 14 – 10, 18 – 16                                                                  | 32 – 26                                                                           |                                                                                   |                                                                                   |                                                                                   |                                                                                   |
| 1979-1980 | Munich                                                                            | TV Großwallstadt (2/2)                                                            | Valur Reykjavík                                                                   | 21 – 12                                                                           |                                                                                   |                                                                                   |                                                                                   |                                                                                   |                                                                                   |
| 1980-1981 | -                                                                                 | SC Magdebourg (2/5)                                                               | Kolinska Slovan Ljubljana                                                         | 23 – 25, 29 – 18                                                                  | 52 – 43                                                                           |                                                                                   |                                                                                   |                                                                                   |                                                                                   |
| 1981-1982 | -                                                                                 | Budapest Honvéd (1/1)                                                             | TSV St. Otmar Saint-Gall                                                          | 25 – 16, 18 – 24                                                                  | 43 – 40                                                                           |                                                                                   |                                                                                   |                                                                                   |                                                                                   |
| 1982-1983 | -                                                                                 | VfL Gummersbach (5/5)                                                             | CSKA Moscou                                                                       | 19 – 15, 13 – 14                                                                  | 32 – 29                                                                           |                                                                                   |                                                                                   |                                                                                   |                                                                                   |
| 1983-1984 | -                                                                                 | HC Dukla Prague (3/3)                                                             | Metaloplastika Šabac                                                              | 21 – 17, 21 – 17                                                                  | 42 – 34                                                                           |                                                                                   |                                                                                   |                                                                                   |                                                                                   |
| 1984-1985 | -                                                                                 | Metaloplastika Šabac (1/2)                                                        | Atlético de Madrid                                                                | 19 – 12, 30 – 20                                                                  | 49 – 42                                                                           |                                                                                   |                                                                                   |                                                                                   |                                                                                   |
| 1985-1986 | -                                                                                 | Metaloplastika Šabac (2/2)                                                        | Wybrzeże Gdańsk                                                                   | 29 – 24, 30 – 23                                                                  | 59 – 47                                                                           |                                                                                   |                                                                                   |                                                                                   |                                                                                   |
| 1986-1987 | -                                                                                 | SKA Minsk (1/3)                                                                   | Wybrzeże Gdańsk                                                                   | 32 – 24, 25 – 30                                                                  | 57 – 54                                                                           |                                                                                   |                                                                                   |                                                                                   |                                                                                   |
| 1987-1988 | -                                                                                 | CSKA Moscou (1/1)                                                                 | TuSEM Essen                                                                       | 18 – 15, 21 – 18                                                                  | 39 – 33                                                                           |                                                                                   |                                                                                   |                                                                                   |                                                                                   |
| 1988-1989 | -                                                                                 | SKA Minsk (2/3)                                                                   | Steaua Bucarest                                                                   | 24 – 30, 37 – 23                                                                  | 61 – 53                                                                           |                                                                                   |                                                                                   |                                                                                   |                                                                                   |
| 1989-1990 | -                                                                                 | SKA Minsk (3/3)                                                                   | FC Barcelone                                                                      | 26 – 21, 29 – 27                                                                  | 55 – 48                                                                           |                                                                                   |                                                                                   |                                                                                   |                                                                                   |
| 1990-1991 | -                                                                                 | FC Barcelone (1/12)                                                               | Proleter Zrenjanin                                                                | 23 – 21, 20 – 17                                                                  | 43 – 38                                                                           |                                                                                   |                                                                                   |                                                                                   |                                                                                   |
| 1991-1992 | -                                                                                 | RK Zagreb (1/2)                                                                   | CB Cantabria                                                                      | 22 – 20, 28 – 18                                                                  | 50 – 38                                                                           |                                                                                   |                                                                                   |                                                                                   |                                                                                   |
| 1992-1993 | -                                                                                 | RK Zagreb (2/2)                                                                   | SG Wallau-Massenheim                                                              | 22 – 17, 22 – 18                                                                  | 44 – 35                                                                           |                                                                                   |                                                                                   |                                                                                   |                                                                                   |

| Saison    | Vainqueur                  | Finaliste              | Scores           | Score cumulé |
| --------- | -------------------------- | ---------------------- | ---------------- | ------------ |
| 1993-1994 | CB Cantabria (1/1)         | ABC Braga              | 22 – 22, 23 – 21 | 45 – 43      |
| 1994-1995 | CD Bidasoa Irún (1/1)      | RK Zagreb              | 30 – 20, 26 – 27 | 56 – 47      |
| 1995-1996 | FC Barcelone (2/12)        | CD Bidasoa Irún        | 23 – 15, 23 – 23 | 46 – 38      |
| 1996-1997 | FC Barcelone (3/12)        | RK Zagreb              | 31 – 22, 30 – 23 | 61 – 45      |
| 1997-1998 | FC Barcelone (4/12)        | RK Zagreb              | 28 – 18, 28 – 22 | 56 – 40      |
| 1998-1999 | FC Barcelone (5/12)        | RK Zagreb              | 21 – 22, 29 – 18 | 50 – 40      |
| 1999-2000 | FC Barcelone (6/12)        | THW Kiel               | 25 – 28, 29 – 24 | 54 – 52      |
| 2000-2001 | PSA Pampelune (1/1)        | FC Barcelone           | 30 – 24, 25 – 22 | 55 – 46      |
| 2001-2002 | SC Magdebourg (3/5)        | Veszprém KSE           | 23 – 21, 30 – 25 | 53 – 46      |
| 2002-2003 | Montpellier Handball (1/2) | PSA Pampelune          | 19 – 27, 31 – 19 | 50 – 46      |
| 2003-2004 | RK Celje (1/1)             | SG Flensburg-Handewitt | 34 – 28, 30 – 28 | 64 – 56      |
| 2004-2005 | FC Barcelone (7/12)        | BM Ciudad Real         | 27 – 28, 29 – 27 | 56 – 55      |
| 2005-2006 | BM Ciudad Real (1/3)       | PSA Pampelune          | 25 – 19, 37 – 28 | 62 – 47      |
| 2006-2007 | THW Kiel (1/4)             | SG Flensburg-Handewitt | 28 – 28, 29 – 27 | 57 – 55      |
| 2007-2008 | BM Ciudad Real (2/3)       | THW Kiel               | 27 – 29, 31 – 25 | 58 – 54      |
| 2008-2009 | BM Ciudad Real (3/3)       | THW Kiel               | 34 – 39, 33 – 27 | 67 – 66      |

| Saison    | Lieu de la finale | Vainqueur                    | Finaliste             | Score      |
| --------- | ----------------- | ---------------------------- | --------------------- | ---------- |
| 2009-2010 | Cologne           | THW Kiel (2/4)               | FC Barcelone          | 36 – 34    |
| 2010-2011 | Cologne           | FC Barcelone (8/12)          | BM Ciudad Real        | 27 – 24    |
| 2011-2012 | Cologne           | THW Kiel (3/4)               | BM Atlético de Madrid | 26 – 21    |
| 2012-2013 | Cologne           | HSV Hambourg (1/1)           | FC Barcelone          | 30 – 29ap  |
| 2013-2014 | Cologne           | SG Flensburg-Handewitt (1/1) | THW Kiel              | 30 – 28    |
| 2014-2015 | Cologne           | FC Barcelone (9/12)          | Veszprém KSE          | 28 – 23    |
| 2015-2016 | Cologne           | KS Kielce (1/1)              | Veszprém KSE          | 39 – 38tab |
| 2016-2017 | Cologne           | Vardar Skopje (1/2)          | Paris Saint-Germain   | 24 – 23    |
| 2017-2018 | Cologne           | Montpellier Handball (2/2)   | HBC Nantes            | 32 – 27    |
| 2018-2019 | Cologne           | Vardar Skopje (2/2)          | Veszprém KSE          | 27 – 24    |
| 2019-2020 | Cologne           | THW Kiel (4/4)               | FC Barcelone          | 33 – 28    |
| 2020-2021 | Cologne           | FC Barcelone (10/12)         | Aalborg Håndbold      | 36 – 23    |
| 2021-2022 | Cologne           | FC Barcelone (11/12)         | KS Kielce             | 37 – 35tab |
| 2022-2023 | Cologne           | SC Magdebourg (4/5)          | KS Kielce             | 30 – 29ap  |
| 2023-2024 | Cologne           | FC Barcelone (12/12)         | Aalborg Håndbold      | 31 – 30    |
| 2024-2025 | Cologne           | SC Magdebourg (5/5)          | Füchse Berlin         | 32 – 26    |

## Bilan

### Par club
| Rang  | Club                          | Finales gagnées | Finales gagnées                                                        | Finales perdues | Finales perdues              |
| Rang  | Club                          | Nb              | Saison(s)                                                              | Nb              | Saison(s)                    |
| ----- | ----------------------------- | --------------- | ---------------------------------------------------------------------- | --------------- | ---------------------------- |
| 1     | FC Barcelone                  | 12              | 1991, 1996, 1997, 1998, 1999, 2000, 2005, 2011, 2015, 2021, 2022, 2024 | 5               | 1990, 2001, 2010, 2013, 2020 |
| 2     | VfL Gummersbach (/)           | 5               | 1967, 1970, 1971, 1974, 1983                                           | 1               | 1972                         |
| 3     | SC Magdebourg (/ )            | 5               | 1978, 1981, 2002, 2023, 2025                                           | 0               | -                            |
| 4     | THW Kiel                      | 4               | 2007, 2010, 2012, 2020                                                 | 4               | 2000, 2008, 2009, 2014       |
| 5     | BM Ciudad Real†;*             | 3               | 2006, 2008, 2009                                                       | 3               | 2005, 2011, 2012             |
| 6     | HC Dukla Prague (/)           | 3               | 1957, 1963, 1984                                                       | 2               | 1967, 1968                   |
| 7     | SKA Minsk (/ )                | 3               | 1987,1989,1990                                                         | 0               | -                            |
| 8     | RK Zagreb                     | 2               | 1992, 1993                                                             | 4               | 1995, 1997, 1998, 1999       |
| 9     | Steaua Bucarest (/ )          | 2               | 1968, 1977                                                             | 2               | 1971, 1989                   |
| 10    | Frisch Auf Göppingen          | 2               | 1960, 1962                                                             | 1               | 1959                         |
| -     | Metaloplastika Šabac (/ )     | 2               | 1985, 1986                                                             | 1               | 1984                         |
| 12    | TV Großwallstadt (/)          | 2               | 1979, 1980                                                             | 0               | -                            |
| -     | Montpellier Handball          | 2               | 2003, 2018                                                             | 0               | -                            |
| -     | Vardar Skopje                 | 2               | 2017, 2019                                                             | 0               | -                            |
| 15    | Partizan Bjelovar (/ )        | 1               | 1972                                                                   | 2               | 1962, 1973                   |
| -     | Medvedi Tchekhov** (/ )       | 1               | 1988                                                                   | 2               | 1977, 1983                   |
| -     | PSA Pampelune†                | 1               | 2001                                                                   | 2               | 2003, 2006                   |
| -     | SG Flensburg-Handewitt        | 1               | 2014                                                                   | 2               | 2004, 2007                   |
| -     | KS Kielce                     | 1               | 2016                                                                   | 2               | 2022, 2023                   |
| 20    | Dinamo Bucarest (/)           | 1               | 1965                                                                   | 1               | 1963                         |
| -     | MAI Moscou (/ )               | 1               | 1973                                                                   | 1               | 1974                         |
| -     | Borac Banja Luka (/)          | 1               | 1976                                                                   | 1               | 1975                         |
| -     | Budapest Honvéd               | 1               | 1982                                                                   | 1               | 1966                         |
| -     | CB Cantabria†                 | 1               | 1994                                                                   | 1               | 1992                         |
| -     | Bidasoa Irún                  | 1               | 1995                                                                   | 1               | 1996                         |
| 26    | Redbergslids Göteborg         | 1               | 1959                                                                   | 0               | -                            |
| -     | SC DHfK Leipzig (/ )          | 1               | 1966                                                                   | 0               | -                            |
| -     | ASKV Francfort/Oder (/ )      | 1               | 1975                                                                   | 0               | -                            |
| -     | RK Celje                      | 1               | 2004                                                                   | 0               | -                            |
| -     | HSV Hambourg                  | 1               | 2013                                                                   | 0               | -                            |
| 31    | Veszprém KSE                  | 0               | -                                                                      | 4               | 2002, 2015, 2016, 2019       |
| 32    | Wybrzeże Gdańsk               | 0               | -                                                                      | 2               | 1986, 1987                   |
| -     | Aalborg Håndbold              | 0               | -                                                                      | 2               | 2021, 2024                   |
| 34    | Örebro SK                     | 0               | -                                                                      | 1               | 1957                         |
| -     | AGF Aarhus                    | 0               | -                                                                      | 1               | 1960                         |
| -     | RK Medveščak Zagreb (/)       | 0               | -                                                                      | 1               | 1965                         |
| -     | Dynamo Berlin (/)             | 0               | -                                                                      | 1               | 1970                         |
| -     | KFUM Fredericia               | 0               | -                                                                      | 1               | 1976                         |
| -     | Śląsk Wrocław                 | 0               | -                                                                      | 1               | 1978                         |
| -     | SC Empor Rostock (/)          | 0               | -                                                                      | 1               | 1979                         |
| -     | Valur Reykjavík               | 0               | -                                                                      | 1               | 1980                         |
| -     | Kolinska Slovan Ljubljana (/) | 0               | -                                                                      | 1               | 1981                         |
| -     | TSV St. Otmar Saint-Gall      | 0               | -                                                                      | 1               | 1982                         |
| -     | Atlético de Madrid†           | 0               | -                                                                      | 1               | 1985                         |
| -     | TUSEM Essen (/)               | 0               | -                                                                      | 1               | 1988                         |
| -     | Proleter Zrenjanin (/)        | 0               | -                                                                      | 1               | 1991                         |
| -     | Wallau-Massenheim             | 0               | -                                                                      | 1               | 1993                         |
| -     | ABC Braga                     | 0               | -                                                                      | 1               | 1994                         |
| -     | Paris Saint-Germain           | 0               | -                                                                      | 1               | 2017                         |
| -     | HBC Nantes                    | 0               | -                                                                      | 1               | 2018                         |
| -     | Füchse Berlin                 | 0               | -                                                                      | 1               | 2025                         |
| Total | Total                         | 65              | 1957-2025                                                              | 65              | 1957-2025                    |

Légende : 
- (/ ) : précédent pays d'appartenance (le drapeau devant le club indique donc le pays auquel le club appartient ou aurait appartenu s'il existait toujours) ;
- † : club disparu ;
- * : le BM Ciudad Real s'est appelé le BM Atlético de Madrid de 2011 à 2013.
- ** : le Medvedi Tchekhov a pris la succession du CSKA Moscou en 2001.

### Par nation
| Rang  | Nation                        | Finales | Finales | Finales |
| Rang  | Nation                        | Gagnées | Perdues | Total   |
| ----- | ----------------------------- | ------- | ------- | ------- |
| 1     | Allemagne (incluant la RDA *) | 22      | 13      | 35      |
| 2     | Espagne                       | 18      | 13      | 31      |
| 3     | Croatie (*)                   | 3       | 7       | 10      |
| 4     | Roumanie                      | 3       | 3       | 6       |
| 5     | Tchéquie (*)                  | 3       | 2       | 5       |
| 6     | Biélorussie (*)               | 3       | 0       | 3       |
| 7     | Russie (*)                    | 2       | 3       | 5       |
| 8     | France                        | 2       | 2       | 4       |
| 8     | Serbie (*)                    | 2       | 2       | 4       |
| 10    | Macédoine du Nord             | 2       | 0       | 2       |
| 11    | Hongrie                       | 1       | 5       | 6       |
| 11    | Pologne                       | 1       | 5       | 6       |
| 13    | Bosnie-Herzégovine (*)        | 1       | 1       | 2       |
| 13    | Slovénie (*)                  | 1       | 1       | 2       |
| 13    | Suède                         | 1       | 1       | 2       |
| 16    | Danemark                      | 0       | 4       | 4       |
| 17    | Islande                       | 0       | 1       | 1       |
| 17    | Portugal                      | 0       | 1       | 1       |
| 17    | Suisse                        | 0       | 1       | 1       |
| Total | Total                         | 65      | 65      | 130     |

Légende :  10 titres remportés ; (*) Nation disparue.

### Par joueur
Parmi les joueurs ayant remporté au moins à quatre reprises la Coupe des clubs champions et/ou la Ligue des champions, on trouve :
| Rang | Joueur                  | Nationalité                   | Titres | Club(s)                                              | Années                                   |
| ---- | ----------------------- | ----------------------------- | ------ | ---------------------------------------------------- | ---------------------------------------- |
| 1    | David Barrufet          | Espagne                       | 7      | FC Barcelone                                         | 1991, 1996, 1997, 1998, 1999, 2000, 2005 |
| 1    | Xavier O'Callaghan      | Espagne                       | 7      | FC Barcelone                                         | 1991, 1996, 1997, 1998, 1999, 2000, 2005 |
| 1    | Andrei Xepkin           | Ukraine/ Espagne              | 7      | FC Barcelone ; THW Kiel                              | 1996, 1997, 1998, 1999, 2000, 2005, 2007 |
| 4    | Enric Masip             | Espagne                       | 6      | FC Barcelone                                         | 1991, 1996, 1997, 1998, 1999, 2000       |
| 4    | Iñaki Urdangarin        | Espagne                       | 6      | FC Barcelone                                         | 1991, 1996, 1997, 1998, 1999, 2000       |
| 4    | Tomas Svensson          | Suède                         | 6      | Bidasoa Irún ; FC Barcelone                          | 1995, 1996, 1997, 1998, 1999, 2000       |
| 4    | Mateo Garralda          | Espagne                       | 6      | Teka Santander ; FC Barcelone ; Portland San Antonio | 1994, 1996, 1997, 1998, 1999, 2001       |
| 4    | Antonio Carlos Ortega   | Espagne                       | 6      | FC Barcelone                                         | 1996, 1997, 1998, 1999, 2000, 2005       |
| 4    | Siarhei Rutenka         | Biélorussie/ Slovénie         | 6      | RK Celje ; Ciudad Real ; FC Barcelone                | 2004, 2006, 2008, 2009, 2011, 2015       |
| 10   | Patrik Ćavar            | Croatie                       | 5      | RK Zagreb ; FC Barcelone                             | 1992, 1993, 1998, 1999, 2000             |
| 10   | Rafael Guijosa          | Espagne                       | 5      | FC Barcelone                                         | 1996, 1997, 1998, 1999, 2000             |
| 10   | Mikhaïl Iakimovitch     | Union soviétique/ Biélorussie | 5      | SKA Minsk ; Teka Santander ; Portland San Antonio    | 1987, 1989, 1990, 1994, 2001             |
| 10   | Fernando Barbeito       | Espagne                       | 5      | FC Barcelone ; Portland San Antonio                  | 1991, 1996, 1997, 1998, 2001             |
| 10   | José Javier Hombrados   | Espagne                       | 5      | Teka Santander ; Portland San Antonio ; Ciudad Real  | 1994, 2001, 2006, 2008, 2009             |
| 10   | Gonzalo Pérez de Vargas | Espagne                       | 5      | FC Barcelone                                         | 2011, 2015, 2021, 2022, 2024             |
| 16   | Jochen Brand            | Allemagne de l'Ouest          | 4      | VfL Gummersbach                                      | 1967, 1970, 1971, 1974                   |
| 16   | Jochen Feldhoff         | Allemagne de l'Ouest          | 4      | VfL Gummersbach                                      | 1967, 1970, 1971, 1974                   |
| 16   | Klaus Kater             | Allemagne de l'Ouest          | 4      | VfL Gummersbach                                      | 1967, 1970, 1971, 1974                   |
| 16   | Helmut Kosmehl          | Allemagne de l'Ouest          | 4      | VfL Gummersbach                                      | 1967, 1970, 1971, 1974                   |
| 16   | Hansi Schmidt           | Allemagne de l'Ouest          | 4      | VfL Gummersbach                                      | 1967, 1970, 1971, 1974                   |
| 16   | Ólafur Stefánsson       | Islande                       | 4      | SC Magdebourg ; Ciudad Real                          | 2002, 2006, 2008, 2009                   |
| 16   | Didier Dinart           | France                        | 4      | Montpellier Handball ; Ciudad Real                   | 2003, 2006, 2008, 2009                   |
| 16   | Thierry Omeyer          | France                        | 4      | Montpellier Handball ; THW Kiel                      | 2003, 2007, 2010, 2012                   |
| 16   | Arpad Šterbik           | Serbie-et-Mont./ Espagne      | 4      | Ciudad Real ; Vardar Skopje                          | 2006, 2008, 2009, 2017                   |
| 16   | Aitor Ariño             | Espagne                       | 4      | FC Barcelone                                         | 2015, 2021, 2022, 2024                   |
| 16   | Melvyn Richardson       | France                        | 4      | Montpellier Handball ; FC Barcelone                  | 2018, 2021, 2022, 2024                   |

En italique, les joueurs en activité.
Cinq joueurs ont gagné la Ligue des champions avec trois clubs différents : 
- / Siarhei Rutenka avec le RK Celje, le BM Ciudad Real (3) et le FC Barcelone (2) ;
- Mateo Garralda avec le Teka Santander, le FC Barcelone (4) et le Portland San Antonio ;
- / Mikhaïl Iakimovitch avec le SKA Minsk (3), le Teka Santander et le Portland San Antonio ;
- José Javier Hombrados avec le Teka Santander, le Portland San Antonio et le Ciudad Real (3) ;
- Nikola Karabatic avec le Montpellier Handball, le THW Kiel et le FC Barcelone.

Ce dernier est le seul joueur à l'avoir gagnée avec un club de trois pays différents.
Concernant la longévité, quinze ans séparent la dernière victoire de la première pour José Javier Hombrados (1994-2009) et Michaël Guigou (2003-2018). Suivent avec quatorze ans Mikhaïl Iakimovitch (1987-2001) et David Barrufet (1991-2005).

### Par entraîneur
| Rang | Entraîneur            | Nationalité          | Titres | Club(s)                    | Années                             |
| ---- | --------------------- | -------------------- | ------ | -------------------------- | ---------------------------------- |
| 1    | Valero Rivera         | Espagne              | 6      | FC Barcelone               | 1991, 1996, 1997, 1998, 1999, 2000 |
| 2    | Talant Dujshebaev     | Espagne              | 4      | BM Ciudad Real ; KS Kielce | 2006, 2008, 2009 ; 2016            |
| 3    | Horst Dreischang      | Allemagne de l'Ouest | 3      | VfL Gummersbach            | 1967, 1970, 1971                   |
| 3    | Spartak Mironovitch   | Union soviétique     | 3      | SKA Minsk                  | 1987, 1989, 1990                   |
| 3    | Alfreð Gíslason       | Islande              | 3      | SC Magdebourg ; THW Kiel   | 2002 ; 2010, 2012                  |
| 3    | Xavi Pascual          | Espagne              | 3      | FC Barcelone               | 2011, 2015, 2021                   |
| 7    | Klaus Miesner (de)    | Allemagne de l'Est   | 2      | SC Magdebourg              | 1978, 1981                         |
| 7    | Aleksandar Pavlović   | Yougoslavie          | 2      | Metaloplastika Šabac       | 1985, 1986                         |
| 7    | Zdravko Zovko         | Croatie              | 2      | RK Zagreb                  | 1992, 1993                         |
| 7    | Patrice Canayer       | France               | 2      | Montpellier Handball       | 2003, 2018                         |
| 7    | Antonio Carlos Ortega | Espagne              | 2      | FC Barcelone               | 2022, 2024                         |
| 7    | Bennet Wiegert (de)   | Allemagne            | 2      | SC Magdebourg              | 2023, 2025                         |

Seuls deux entraîneurs ont gagné la Ligue des Champions avec deux clubs différents :
- Talant Dujshebaev, vainqueur avec le BM Ciudad Real en 2006, 2008, 2009 puis le KS Kielce en 2016,
- Alfreð Gíslason, vainqueur avec le SC Magdebourg en 2002 puis le THW Kiel en 2010 et 2012.

Au moins cinq entraîneurs ont remporté la Ligue des champions en l'ayant gagnée auparavant en tant que joueur :
- Talant Dujshebaev, vainqueur en tant que joueur en 1988 avec le CSKA Moscou et en 1994 avec le Teka Santander puis en tant qu'entraîneur en 2006, 2008, 2009 avec le BM Ciudad Real et en 2016 avec le KS Kielce,
- Xavi Pascual, vainqueur en tant que joueur en 1991 puis en tant qu'entraîneur en 2011, 2015 et 2021, toutes avec le FC Barcelone,
- Roberto García Parrondo, vainqueur en tant que joueur en 2008, 2009 avec le BM Ciudad Real et puis en tant qu'entraîneur en 2019 avec le Vardar Skopje,
- Filip Jícha, vainqueur en tant que joueur en 2010 et 2012 puis en tant qu'entraîneur en 2020, toutes avec le THW Kiel.
- Antonio Carlos Ortega, six fois vainqueur en tant que joueur en 1996, 1997, 1998, 1999, 2000, 2005 puis deux fois en tant qu'entraîneur en 2022, 2024, à chaque fois avec le FC Barcelone.
- Bennet Wiegert (de), vainqueur en tant que joueur en 2002 puis en tant qu'entraîneur en 2023 et 2025, à chaque fois avec le SC Magdebourg.

### Équipe-type des 20 ans de la Ligue des champions (1993-2013)
| \| · Svensson · Kretzschmar / · Xepkin · Džomba · Jícha · Richardson · Stefánsson Meilleur défenseur : Didier Dinart \| |
| Équipe-type des 20 ans de la Ligue des champions.                                                                       |
| · Svensson · Kretzschmar / · Xepkin · Džomba · Jícha · Richardson · Stefánsson Meilleur défenseur : Didier Dinart       |

En 2013, pour célébrer les vingt ans de la Ligue des champions créée en 1993, la Fédération européenne de handball (EHF) a défini une liste de 55 joueurs à partir de laquelle un panel d'entraîneurs les plus présents historiquement dans la compétition a désigné les joueurs ayant eu le plus d’impact sur la Ligue des champions. Cette équipe-type de légende est composée de, :
- Gardien de but :  Tomas Svensson, vainqueur de la Ligue des champions en 1995 avec CD Bidasoa Irun puis en 1996, 1997, 1998, 1999, 2000 avec le FC Barcelone. Trois médailles d'argent aux Jeux olympiques (1992, 1996, 2000), deux médailles d'or (1990, 1999), une d'argent (2001) et deux de bronze (1993, 1995) aux championnats du monde. Trois médailles d'or (1994, 2000, 2002) aux Championnats d'Europe avec la Suède.
- Ailier gauche :  Stefan Kretzschmar, vainqueur de la Ligue des champions (2002) avec le SC Magdebourg. Médaille d'argent aux Jeux olympiques (2004), Médaille d'argent (2003) au Mondial (2003), médaille de bronze (1998) et d'argent (2002) aux championnats d'Europe avec l'Allemagne.
- Arrière gauche :  Filip Jícha, vainqueur de la Ligue des champions en 2010 et 2012 avec le THW Kiel. Meilleur handballeur mondial en 2010.
- Demi-centre :  Jackson Richardson, vainqueur de la Ligue des champions en 2001 avec le Portland San Antonio. Médaille de bronze aux Jeux olympiques de 1992. Deux médailles d'or (1995/2001), une d'argent (1993) et trois médailles de bronze (1997, 2003, 2005) aux championnats du monde avec la France. Meilleur handballeur mondial en 1995.
- Pivot : / Andrei Xepkin, vainqueur de la Ligue des champions en 1996, 1997, 1998, 1999, 2000, 2005 avec le FC Barcelone et en 2007 avec THW Kiel. Médaille de bronze olympique en 2000, Médaille d'argent (1998) et bronze (2000) aux championnats d'Europe avec Espagne. Médaille d'argent (1990) au championnat du monde avec l'URSS.
- Arrière droit :  Ólafur Stefánsson, vainqueur de la Ligue des champions en 2002 avec le SC Magdebourg, puis en 2006, 2008 et 2009 avec Ciudad Real. Médaille d'argent aux Jeux olympiques (2008), médaille de bronze (2010) au championnat d'Europe avec Islande.
- Ailier droit :  Mirza Džomba, vainqueur de la Ligue des champions en 2006 avec Ciudad Real. Médaille d'or aux Jeux olympiques (2004), Médaille d'or (2003) et médaille d'argent (2005) aux championnats du monde avec la Croatie.
- Défenseur :  Didier Dinart, vainqueur de la Ligue des champions en 2003 avec Montpellier Handball puis en 2006, 2008, 2009 avec Ciudad Real. Deux médailles d'or aux Jeux olympiques (2008, 2012). Trois médailles d'or (2001, 2009, 2011) et deux de bronze (2003, 2005) aux championnats du monde, deux médailles d'or (2006, 2010), une de bronze (2008) aux championnats d'Europe avec la France.

### Meilleurs buteurs
| Saison    | Joueur                | Nationalité        | Club                    | Buts |
| --------- | --------------------- | ------------------ | ----------------------- | ---- |
| 1993-1994 | Uroš Šerbec (de)      | Slovénie           | RK Celje                | 076  |
| 1994-1995 | Nenad Peruničić       | RF Yougoslavie     | CD Bidasoa Irún         | 082  |
| 1995-1996 | Carlos Resende        | Portugal           | ABC Braga               | 080  |
| 1996-1997 | Carlos Resende (2)    | Portugal           | ABC Braga (2)           | 082  |
| 1997-1998 | József Éles           | Hongrie            | Veszprém KSE            | 084  |
| 1998-1999 | Zlatko Saračević      | Croatie            | RK Zagreb               | 090  |
| 1999-2000 | Zlatko Saračević (2)  | Croatie            | RK Zagreb (2)           | 092  |
| 2000-2001 | Iouri Kostetsky (de)  | Ukraine            | ABC Braga (3)           | 081  |
| 2001-2002 | Nenad Peruničić (2)   | RF Yougoslavie     | SC Magdebourg           | 122  |
| 2002-2003 | Mirza Džomba          | Croatie            | Veszprém KSE (2)        | 067  |
| 2003-2004 | Siarhei Rutenka       | Biélorussie        | RK Celje (2)            | 103  |
| 2004-2005 | Siarhei Rutenka (2)   | Biélorussie        | RK Celje (3)            | 095  |
| 2005-2006 | Kiril Lazarov         | Macédoine          | Veszprém KSE (3)        | 085  |
| 2006-2007 | Nikola Karabatic      | France             | THW Kiel                | 089  |
| 2007-2008 | Kiril Lazarov (2)     | Macédoine          | RK Zagreb (3)           | 096  |
| 2007-2008 | Ólafur Stefánsson     | Islande            | BM Ciudad Real          | 096  |
| 2008-2009 | Filip Jícha           | République tchèque | THW Kiel (2)            | 099  |
| 2009-2010 | Filip Jícha (2)       | République tchèque | THW Kiel (3)            | 119  |
| 2010-2011 | Uwe Gensheimer        | Allemagne          | Rhein-Neckar Löwen      | 118  |
| 2011-2012 | Mikkel Hansen         | Danemark           | AG Copenhague           | 098  |
| 2012-2013 | Hans Lindberg         | Danemark           | HSV Hambourg            | 101  |
| 2013-2014 | Momir Ilić            | Serbie             | Veszprém KSE (4)        | 103  |
| 2014-2015 | Momir Ilić (2)        | Serbie             | Veszprém KSE (5)        | 114  |
| 2015-2016 | Mikkel Hansen (2)     | Danemark           | Paris Saint-Germain     | 141  |
| 2016-2017 | Uwe Gensheimer (2)    | Allemagne          | Paris Saint-Germain (2) | 115  |
| 2017-2018 | Uwe Gensheimer (3)    | Allemagne          | Paris Saint-Germain (3) | 092  |
| 2018-2019 | Alex Dujshebaev       | Espagne            | KS Kielce               | 099  |
| 2019-2020 | Niclas Ekberg         | Suède              | THW Kiel (4)            | 085  |
| 2020-2021 | Valero Rivera         | Espagne            | HBC Nantes              | 095  |
| 2021-2022 | Aleix Gómez           | Espagne            | FC Barcelone            | 104  |
| 2022-2023 | Emil Wernsdorf Madsen | Danemark           | GOG Håndbold            | 107  |
| 2023-2024 | Kamil Syprzak         | Pologne            | Paris Saint-Germain (4) | 112  |
| 2024-2025 | Mathias Gidsel        | Danemark           | Füchse Berlin           | 135  |

## Statistiques

### Record et statistiques par joueur
| Rang | Joueur           | Pays                            | Buts  | Période     |
| ---- | ---------------- | ------------------------------- | ----- | ----------- |
| 1    | Kiril Lazarov    | Drapeau de la Macédoine du Nord | 1363+ | 1998 - 2021 |
| 2    | Nikola Karabatic | Drapeau de la France            | 1198  | 2002 - 2024 |
| 3    | Mikkel Hansen    | Drapeau du Danemark             | 1138  | 2006 - 2024 |
| 4    | Momir Ilic       | Drapeau de la Serbie            | 969   | 2004 - 2019 |
| 5    | Timour Dibirov   | Drapeau de la Russie            | 957   | 2004 -      |
| 6    | Marko Vujin      | Drapeau de la Serbie            | 861   | 2006 -      |
| 7    | Laszlo Nagy      | Drapeau de la Hongrie           | 845   | 2000 - 2019 |
| 8    | Siarhei Rutenka  | Drapeau de la Biélorussie       | 838   | 2001 - 2016 |
| 9    | Zlatko Horvat    | Drapeau du Danemark             | 729   | 2002 -      |
| 10   | Victor Tomas     | Drapeau de l'Espagne            | 717   | 2004 - 2020 |

| Rang | Nom              | Période   | Clubs | Matchs | Buts  | Trophée(s) |
| ---- | ---------------- | --------- | --- | ------ | ----- | ---------- |
| 1.   | Nikola Karabatic | 2002-2024 | Montpellier (73), THW Kiel (51), FC Barcelone (31), Paris Saint-Germain (126)                                    | 281    | 1198  | 3          |
| 2.   | Arpad Šterbik    | 2001-2020 | Veszprém (60), Ciudad Real (95), FC Barcelone (29), Vardar Skopje (65)                                           | 249    | 3     | 4          |
| 3.   | Thierry Omeyer   | 2002-2019 | Montpellier (50), THW Kiel (108), Paris Saint-Germain (82)                                                       | 240    | 3     | 4          |
| 4.   | Kiril Lazarov    | 1995-2021 | RK Borec Veles (0+), Pelister (1+), Veszprém (38), Zagreb (36), Ciudad Real (40), FC Barcelone (66), Nantes (50) | 231+   | 1363+ | 1          |
| 5.   | Mikkel Hansen    | 2006-2024 | GOG Svendborg (16), FC Barcelone (25), AG Copenhague (16), Paris Saint-Germain (135), Aalborg Håndbold (27)      | 219    | 1138  | 0          |
| 6.   | Víctor Tomás     | 2003-2020 | FC Barcelone (213)                                                                                               | 213    | 717   | 3          |
| 7.   | László Nagy      | 2000-2019 | FC Barcelone (101), Veszprém (105)                                                                               | 206    | 845   | 2          |
| 8.   | Momir Ilić       | 2004-2019 | Gorenje (14), VfL Gummersbach (22), THW Kiel (62), Veszprém (106)                                                | 204    | 969   | 2          |
| 9.   | Timour Dibirov   | 2004-     | Medvedi Tchekhov (91), Vardar Skopje (78)                                                                        | 169    | 733   | 1          |
| 10.  | Marko Vujin      | 2006-     | Veszprém (59), THW Kiel (104)                                                                                    | 163    | 817   | 0          |

Remarque : les joueurs encore actifs sont inscrits en caractères gras ainsi que leur club actuel.

### Statistiques des clubs
- Plus grand nombre de victoires en finale : 12  FC Barcelone
- Plus grand nombre de défaites en finale : 4  RK Zagreb
- Plus grand nombre de victoires consécutives : 5  FC Barcelone de 1996 à 2000
- Plus grand nombre de défaites consécutives en finale : 3  RK Zagreb de 1997 à 1999
- Plus grand nombre de participations à une finale : 17  FC Barcelone
- Plus grand nombre de participations consécutives à une finale : 6  FC Barcelone de 1996 à 2001
- Clubs ayant gagné au moins deux finales sans jamais en avoir perdu :
  - / SKA Minsk : 3 victoires
  -  TV Großwallstadt : 2 victoires
  - / SC Magdebourg : 2 victoires
  -  Montpellier Handball : 2 victoires
- Clubs ayant perdu au moins deux finales sans jamais en avoir gagné :
  -  Veszprém KSE : 4 défaites
  -  Wybrzeże Gdańsk et  Aalborg Håndbold : 2 défaites
- Nombre de finales ayant opposé 2 clubs d'un même pays : 7 :
  -  FC Barcelone - CD Bidasoa Irún en 1996,
  -  PSA Pampelune - FC Barcelone en 2001,
  -  FC Barcelone - BM Ciudad Real en 2005,
  -  BM Ciudad Real - PSA Pampelune en 2006,
  -  THW Kiel - SG Flensburg-Handewitt en 2007,
  -  BM Ciudad Real - FC Barcelone en 2011,
  -  THW Kiel - SG Flensburg-Handewitt en 2014,
  -  Montpellier Handball - HBC Nantes en 2018,
- 2 villes ont gagné la coupe avec 2 clubs différents : 
  -  Bucarest : Dinamo Bucarest (1968) et Steaua Bucarest (1965, 1977)
  -  Moscou : MAI Moscou (1973) et CSKA Moscou (1988)
- 3 villes ont participé à la finale avec 2 clubs différents ou plus :
  -  Bucarest : Dinamo Bucarest (1963, 1965) et Steaua Bucarest (1968, 1971, 1977, 1989)
  -  Moscou : MAI Moscou (1973, 1974) et CSKA Moscou (1977, 1988, 1983)
  - / Zagreb : RK Medveščak Zagreb (1965), RK Zagreb (1992, 1993, 1995, 1997, 1998, 1999)